# Jan Holleman
Jan Holleman (Den Haag, 25 december 1918 - 5 augustus 1996) was een Nederlandse sportman en ondernemer. Direct na de Tweede Wereldoorlog speelde Holleman in het Nederlands voetbalelftal. Hij speelde driemaal voor de nationale ploeg, twee keer tegen België en eenmaal tegen Luxemburg. Na zijn voetbalcarrière werd Jan Holleman een verdienstelijk tennisspeler. Hij werd 7 keer kampioen van Nederland bij de veteranen boven 45 jaar. Daarnaast exploiteerde hij horecazaken.